# Abantiades barcas
Espèce
Abantiades barcas est une espèce de Lépidoptères (papillons) de la famille des Hepialidae.

## Distribution
Cette espèce est endémique d'Australie.

## Description
L'imago a une envergure d'environ 10 cm.

## Systématique
Le nom valide complet (avec auteur) de ce taxon est Abantiades barcas (Pfitzner, 1914).
L'espèce a été initialement classée dans le genre Pielus,  décrite sous le protonyme Pielus barcas par l'entomologiste allemand Rudolf Pfitzner en 1914,,.
Abantiades barcas a pour synonyme :
- Pielus barcas Pfitzner, 1914

### Publication originale
- Pfitzner, 1914 : Neue Hepialiden. Entomologische Rundschau, vol. 31, p. 95–96.